# Aggregierte Diamant-Nanostäbchen
Aggregierte Diamant-Nanostäbchen (englisch aggregated diamond nanorods, ADNR) sind eine besonders dichte Form des Kohlenstoffs. ADNR ritzt Proben aus natürlichem Diamant, das heißt, es ist härter und könnte verschleißärmere Werkzeuge ermöglichen.

## Eigenschaften und Herstellung
Aggregierte Diamant-Nanostäbchen gehören zu den härtesten bekannten Materialien mit einem statischen Kompressionsmodul K von bis zu 491 GPa (ca. 11 % mehr als Diamant mit 442 GPa). Ihr Absorptionskoeffizient für Röntgenlicht ist 0,2 bis 0,4 % höher als der von gewöhnlichem Diamant. Die Ursache dafür liegt in dem reduzierten Bindungsabstand der Kohlenstoffatome in den äußeren Lagen des ADNRs. Die ersten Untersuchungen an dem Material erfolgten um 1990, ohne dass man es als ADNR erkannte.
Das Material ist widerstandsfähiger gegen den Umbau der Diamantstruktur in eine graphitähnliche Struktur (Graphitisierung) als natürlicher Diamant. Daraus und aus der größeren Härte ergeben sich auch mögliche zukünftige Einsatzgebiete dieses Materials im Bereich der spanabhebenden Werkzeuge und der Polier- und Schleifmittel.
Die systematische Herstellung wurde erstmals von Forschern des Bayerischen Geoinstituts (BGI) der Universität Bayreuth durchgeführt. Die Eigenschaften des Materials wurden zusammen mit Forschern des ESRF in Grenoble und der Technischen Fachhochschule Wildau im August 2005 beschrieben. Ihnen gelang es, ADNR in Hochdruckpressen mit einer Diamantstempelzelle bei Drücken von 24 GPa und Temperaturen bis 2500 Kelvin herzustellen. Das Ausgangsmaterial dafür ist ein allotropes Pulver aus C60-Fullerenen. Es gibt ein zweites Verfahren, um ADNR herzustellen. Dabei werden ebenfalls Diamantstempelzellen bei Drücken bis 37 GPa ohne zusätzliche Heizung genutzt. 2005 ist die Herstellung größerer Mengen gelungen. Die typischen ADNRs haben einen Durchmesser von 5 bis 20 nm und eine Länge größer 1 μm.
Eine wirtschaftliche Nutzung der Materialien ist bis jetzt nicht zustande gekommen, da die benötigten Mengen für eine technische Umsetzung in einem Forschungsinstitut nicht erzeugt werden konnten. Parallel dazu sind inzwischen andere Konfigurationen gefunden worden, die in einem vergleichbaren Festigkeitsbereich liegen, wie z. B. Nanopolydiamanten, die 2012 an der Universität Ehime durch Tetsuo Irifune entwickelt wurden und die auch schon in Schneidwerkzeugen eingesetzt werden.